# 고모부치촌
고모부치촌(蔣淵村)은 에히메현 기타우와군에 설치된 촌이다. 